# Prey Veng FC
Der Prey Veng Football Club (Khmer ក្លឹបបាល់ទាត់ខេត្តព្រៃវែងា) ist ein ehemaliger kambodschanischer Fußballverein aus der Provinz Prey Veng. Zuletzt spielte der Verein in der ersten Liga, der Cambodian Premier League.

## Erfolge
- Kambodschanischer Zweitligameister: 2020  ▲
- Hun Sen Cup: 3. Platz

## Stadion
Der Verein trägt seine Heimspiele im Prey Veng Football Field in Prey Veng aus. Das Stadion hat ein Fassungsvermögen von 1000 Personen.
Koordinaten: 11° 29′ 21,9″ N, 105° 19′ 28,8″ O

## Spieler
Stand: 10. September 2023
| Nr. |            | Position | Name                |
| --- | ---------- | -------- | ------------------- |
| 1   | Kambodscha | TW       | Chanveasna Kim      |
| 2   | Kambodscha | AB       | Kindaro In          |
| 4   | Kambodscha | AB       | Rasi Lo             |
| 5   | Japan      | AB       | Ryo Kato            |
| 6   | Gambia     | AB       | Ahmad Saidy         |
| 7   | Kambodscha | ST       | Rina Ky             |
| 8   | Kambodscha | MF       | Lyhour Kong         |
| 9   | Myanmar    | ST       | Thiha Zaw           |
| 10  | Kambodscha | MF       | Sophen Phan         |
| 11  | Japan      | ST       | Masatoshi Takeshita |
| 12  | Kambodscha | AB       | Ontoch Ath          |
| 13  | Kambodscha | AB       | Chanthet Pov        |
| 15  | Japan      | MF       | So Omae             |
| 16  | Kambodscha | MF       | Samuth Sor          |

| Nr. |            | Position | Name                   |
| --- | ---------- | -------- | ---------------------- |
| 18  | Kambodscha | MF       | Sovathe San            |
| 20  | Kambodscha | AB       | Sarapich Chan          |
| 21  | Kambodscha | TW       | Sovanara Seng          |
| 22  | Kambodscha | MF       | Samuth Sor             |
| 23  | Kambodscha | AB       | Daradevid Lin          |
| 31  | Kambodscha | TW       | Hankhun Sang           |
| 33  | Kambodscha | MF       | Kriya Tha              |
| 56  | Kambodscha | TW       | Rithvirakvathana Soeun |
| 66  | Kambodscha | AB       | Pharunn Dy             |
| 70  | Kambodscha | AB       | Daro Ly                |
| 73  | Kambodscha | ST       | Voeun Va               |
| 88  | Kambodscha | AB       | Rithy Kong             |
| 96  | Kambodscha | ST       | Dina Phoung            |

## Saisonplatzierung
| Saison  | Liga                     | Level | Platzierung | Hun Sen Cup |
| ------- | ------------------------ | ----- | ----------- | ----------- |
| 2020    | Cambodian Second League  | 2     | 1. ▲        | 3. Platz    |
| 2021    | Cambodian League         | 1     | 12. ▼       |             |
| 2022    | Cambodian Second League  | 2     | 5. ▲        |             |
| 2023/24 | Cambodian Premier League | 1     | 8.          |             |